# Funcinpec
Funcinpec (acrônimo francês para Front Uni National pour un Cambodge Indépendant, Neutre, Pacifique, et Coopératif; em português,  'Frente Unida Nacional para um Camboja Independente, Neutro, Pacífico e Cooperativo'; em khmer: រណសិរ្ស បង្រួប បង្រួម ជាតិ ដើម្បី កម្ពុជា ឯករាជ្យ អព្យាក្រិត សន្តិភាព និង សហប្រតិបត្តិការ). é um partido político monarquista do Camboja.
Formada em 1981, foi a principal organização política de Sihanouk, sendo uma parte autônoma do Governo de Coalizão da Kampuchea Democrática.
Nos anos 80, a Funcinpec foi parte da resistência armada contra a invasão vietnamita do Camboja, que começou em 1979 e derrubou o regime do Khmer Vermelho. Originalmente foi liderado pelo príncipe Norodom Sihanouk, que abdicou em favor de seu filho Norodom Sihamoni em 2004. A partir de outubro de 2006, o partido passou a ser liderado pelo filho mais velho de Sihanouk, o príncipe Norodom Ranariddh.
Antes das eleições de 2008, a Funcinpec e o Partido Popular do Camboja (PPC) formaram um governo de coalizão, embora a importância da Funcinpec diminuísse de forma constante a partir de 1998, quando participava  na coalizão em condições de igualdade com o PPC. É atualmente o terceiro maior partido no Camboja, mas não conseguiu obter nenhum dos assentos nas eleições de 2013.[carece de fontes?]